# Vespericola klamathicus
Vespericola klamathicus är en snäckart som beskrevs av Roth och W. B. Miller 1995. Vespericola klamathicus ingår i släktet Vespericola och familjen Polygyridae. Inga underarter finns listade i Catalogue of Life.